# Vladimír Clementis
Vladimír „Vlado“ Clementis (20. září 1902 Tisovec – 3. prosince 1952 Praha) byl slovenský komunistický politik, publicista a diplomat. V poúnorové vládě Klementa Gottwalda nahradil Jana Masaryka na pozici ministra zahraničí. Byl však obviněn ze slovenského buržoazního nacionalismu, v lednu 1951 zatčen, v listopadu 1952 odsouzen v procesu s protistátním spikleneckým centrem Rudolfa Slánského k trestu smrti a 3. prosince 1952 popraven.

## Životopis

### Studentské období
Od začátků studií roku 1921 na Právnické fakultě Univerzity Karlovy v Praze se angažoval v socialistickém hnutí akademické mládeže. V roce 1922 založili tito levicoví intelektuálové sdružení slovenských socialistických studentů, v kterém se věnovali studiu marxistické filozofie a ruského umění. V roce 1924 začali vydávat čtvrtletník DAV, proto se jim říkalo davisté. Clementis se díky svému razantnímu a zároveň kultivovanému způsobu stal jejich neoficiálním vůdcem. V roce 1924 vstoupil do Komunistické strany Československa (KSČ).

### Advokát a poslanec
V letech 1926 až 1930 byl advokátním koncipientem, v letech 1931 až 1939 advokátem v Bratislavě. V letech 1935 až 1938 byl poslancem Národního shromáždění.

### Exil
V březnu 1939 emigroval přes Polsko a SSSR z rozhodnutí strany do Paříže. Odtud měl jít do Severní Ameriky a rozvíjet činnost pro KSČ mezi krajany v USA a Kanadě. Clementis však kritizoval uzavření paktu Molotov–Ribbentrop v srpnu 1939, za což byl v Paříži vyloučen ze strany. V říjnu 1939 se spolupodílel na vydání memoranda slovenských politiků (Milan Hodža, Štefan Osuský, Jan Pauliny-Tóth) o postavení Slovenska v budoucím československém státě. Ve stejném měsíci byl internován ve Francii. Potom odešel do jihofrancouzského městečka Agde, kde se přidal k tvořícím se československým jednotkám jako voják-nováček. Spolu s jednotkou se přepravil do Velké Británie, kde ho zpočátku internovali za účast na vzpouře v Cholmondeley, na podkladě intervence od československé exilové vlády ho propustili. V letech 1941 až 1945 působil v londýnském rozhlasovém vysílání pro Československo jako žurnalista a hlasatel pod jménem Peter Hron.

### Zpátky ve vlasti
V roce 1945 byl opět přijat do KSČ a stal se státním tajemníkem na ministerstvu zahraničních věcí. Od smrti Jana Masaryka v březnu 1948 do března 1950 byl ministrem tohoto rezortu. Na IX. sjezdu KSČ v roce 1949 byl zvolen za člena Ústředního výboru (ÚV) strany. Zůstal jím do roku 1951. V té době řídil „repatriace“ maďarského obyvatelstva ze Slovenska.
V lednu 1951 byl na základě vykonstruovaného obvinění z pokusu o protistátní spiknutí zatčen, o rok později byl odsouzen na smrt a 3. prosince 1952 popraven. V roce 1963 byl rehabilitován a 30. dubna 1968 dostal in memoriam vyznamenání Hrdina ČSSR.

## Pocta

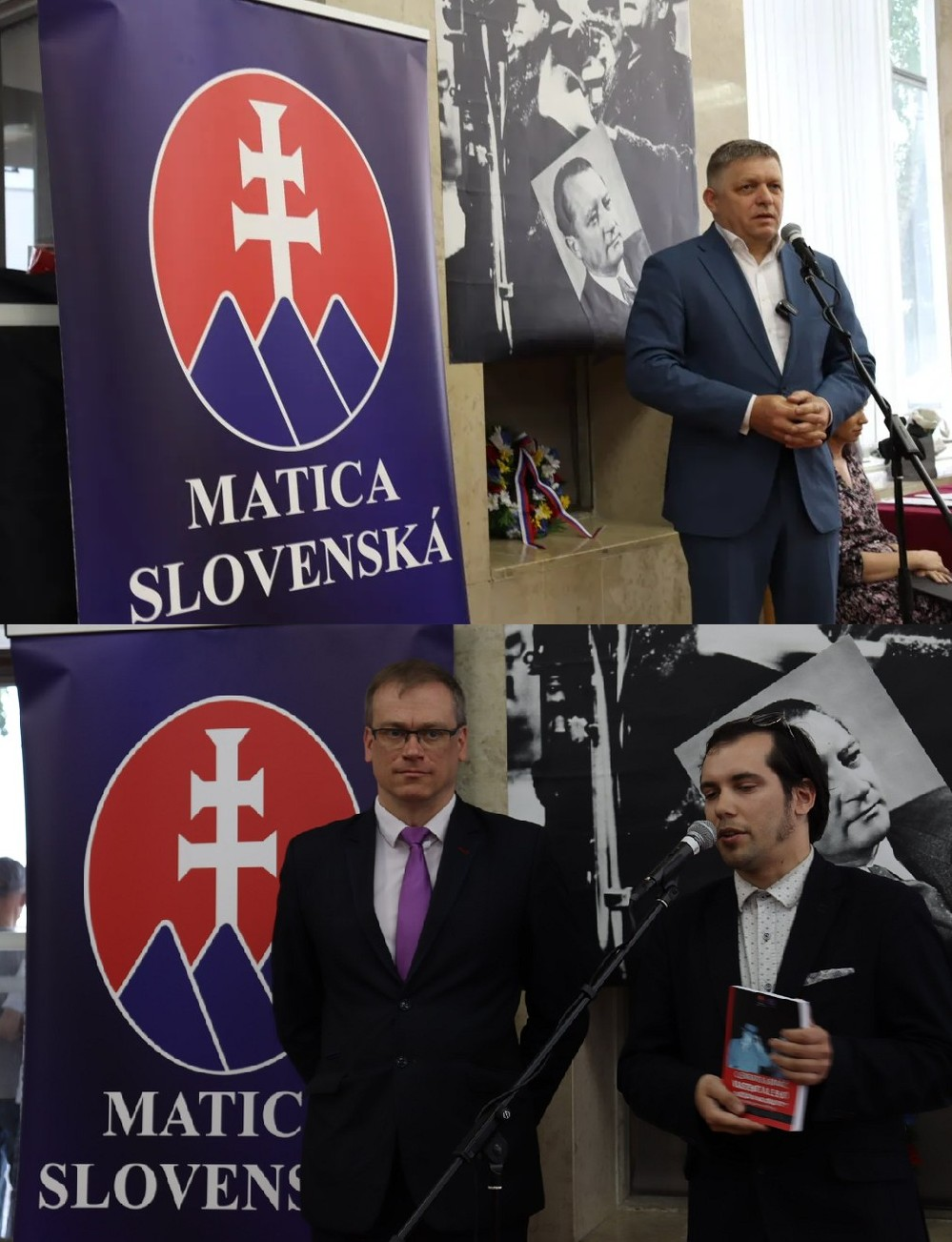
Minulý a budoucí předseda vlády Slovenské republiky Robert Fico v roce 2023 na akci ke 120. výročí Vladimíra Clementise při představení knihy Clementis & Mináč (Perný, Gešper)

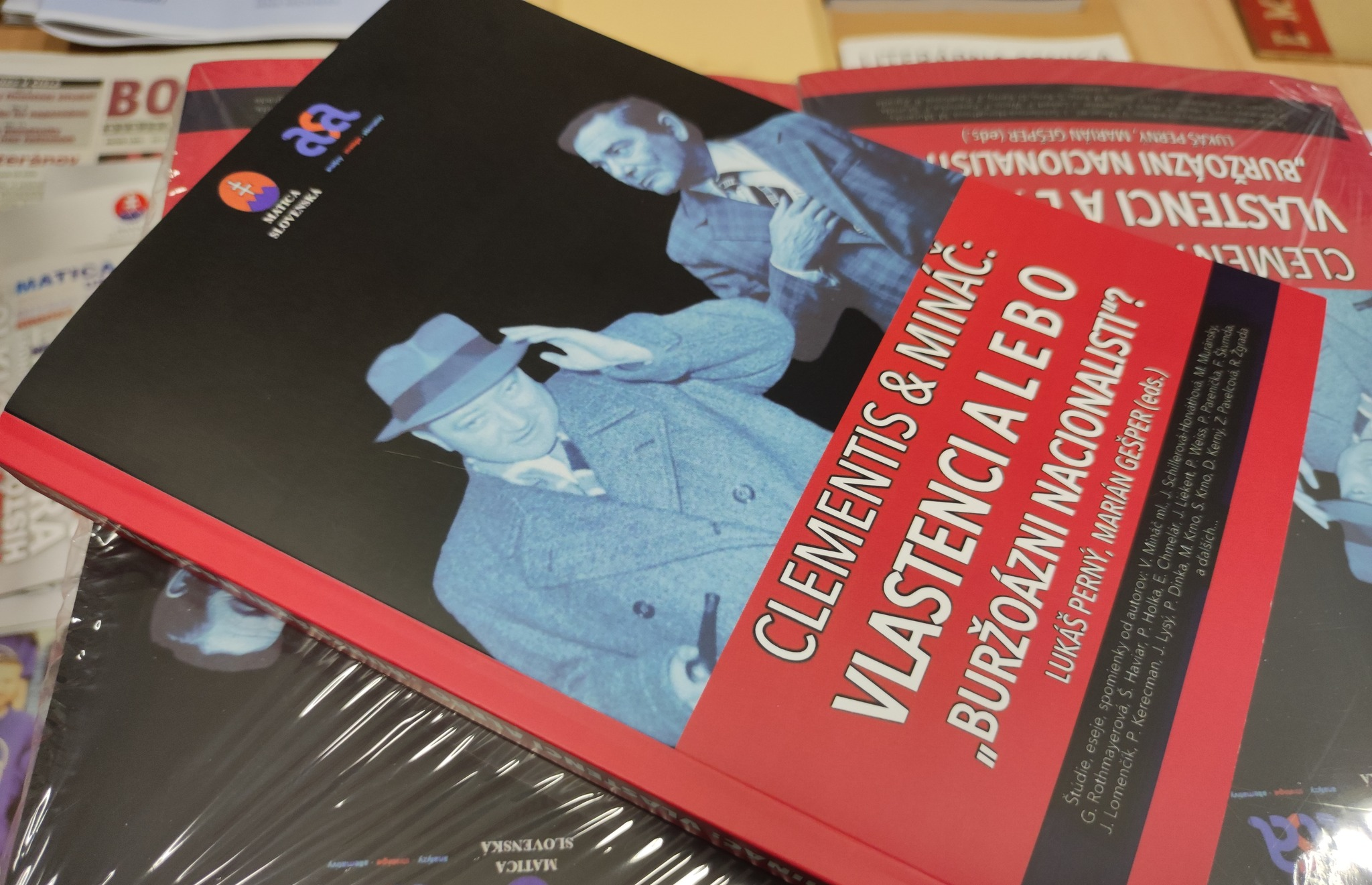
Kniha Clementis & Mináč: Vlastenci nebo „buržoazní nacionalisté“? vyšla v Matici slovenské jako výstupní publikace z vědeckých, odborných a vzpomínkových akcí věnovaných 100. výročí narození Vladimíra Clementise a 120. výročí narození Vladimíra Mináče

Vladimír Clementis má v Bratislavě umístěnou pamětní tabuli u příležitosti jeho jednání s Džaváharlálem Néhrúem a jeho dcerou Indirou Gándhíovou na Hviezdoslavově náměstí v Bratislavě. V Tisovci má umístěnou bustu a pamětní tabuli na rodném domě.
V roce 2002 uspořádali ve V-klubu vernisáž Odkaz života a smrti (50 výtvarných děl a fotografií předních slovenských umělců) k 100. výročí narození Vladimíra Clementise a 80. výročí Vladimíra Mináče, v rámci které bylo uvedeno divadelní drama Petra Štrelingera v režii Matouše Olhu a literárně-hudební pásma Pohřeb se nekonal a I hrdinové se bojí za účasti Juraje Sarvaše, Milana Dubovského, Marie Královičové, Petra Kočiše a Marie Repkové.
V roce 2007 mu byla odhalena busta v prostorech ministerstva zahraničních věcí.
Institut ASA ve spolupráci s městem Tisovec, jakož i dalšími spoluorganizátory, Seniory slovenské diplomacie, Gymnáziem F. V. Sasinka ve Skalici a Klubu Nového slova připravil při příležitosti 110. výročí vzpomínkovou konferenci Vlastenec a Evropan Vladimír Clementis, která se konala pod záštitou místopředsedy vlády a ministra zahraničních věcí SR Miroslava Lajčáka. Zúčastnili se jí vědci, politici, spisovatelé jako Jozef Špaček, František Skvrnda, Ľuboš Jurík, Elena Londáková, Peter Kopecký, Martin Krno, Josef Lysý, Peter Mináč, Peter Lizák a další. Z konference vznikl sborník.

U příležitosti 120. výročí narození Vladimíra Clementise uspořádalo město Tisovec ve spolupráci s Maticí slovenskou akci věnovanou dílu Vladimíra Clementise (přednášel kulturolog Lukáš Perný) spojené s výstavou o životě a díle Clementisa, kterou v minulosti připravil Drahoslav Máchala. Vladimíra Clementise si Matice slovenská připomněla také studiemi, vědecko-populárními články (Lukáše Perného a Mariána Gešpera) a vědeckou konferencí 100 VLADIMÍR MINÁČ, 120 VLADIMÍR CLEMENTIS. V Rimavské Sobotě jmu byla odhalena busta v Aleji národních dědatelů za účasti Roberta Fica.

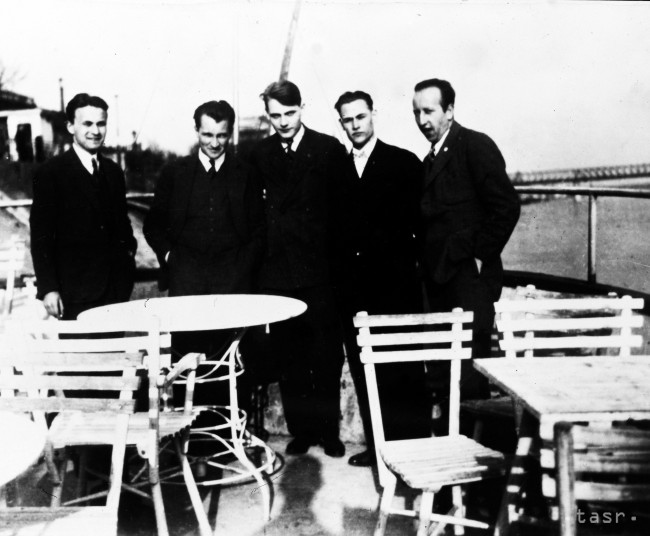
Davisté
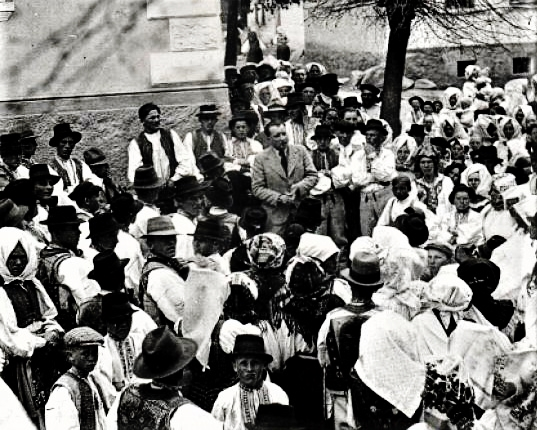
Clementis v Pohorelej, kde měl jako advokát mnoha chudých klientů
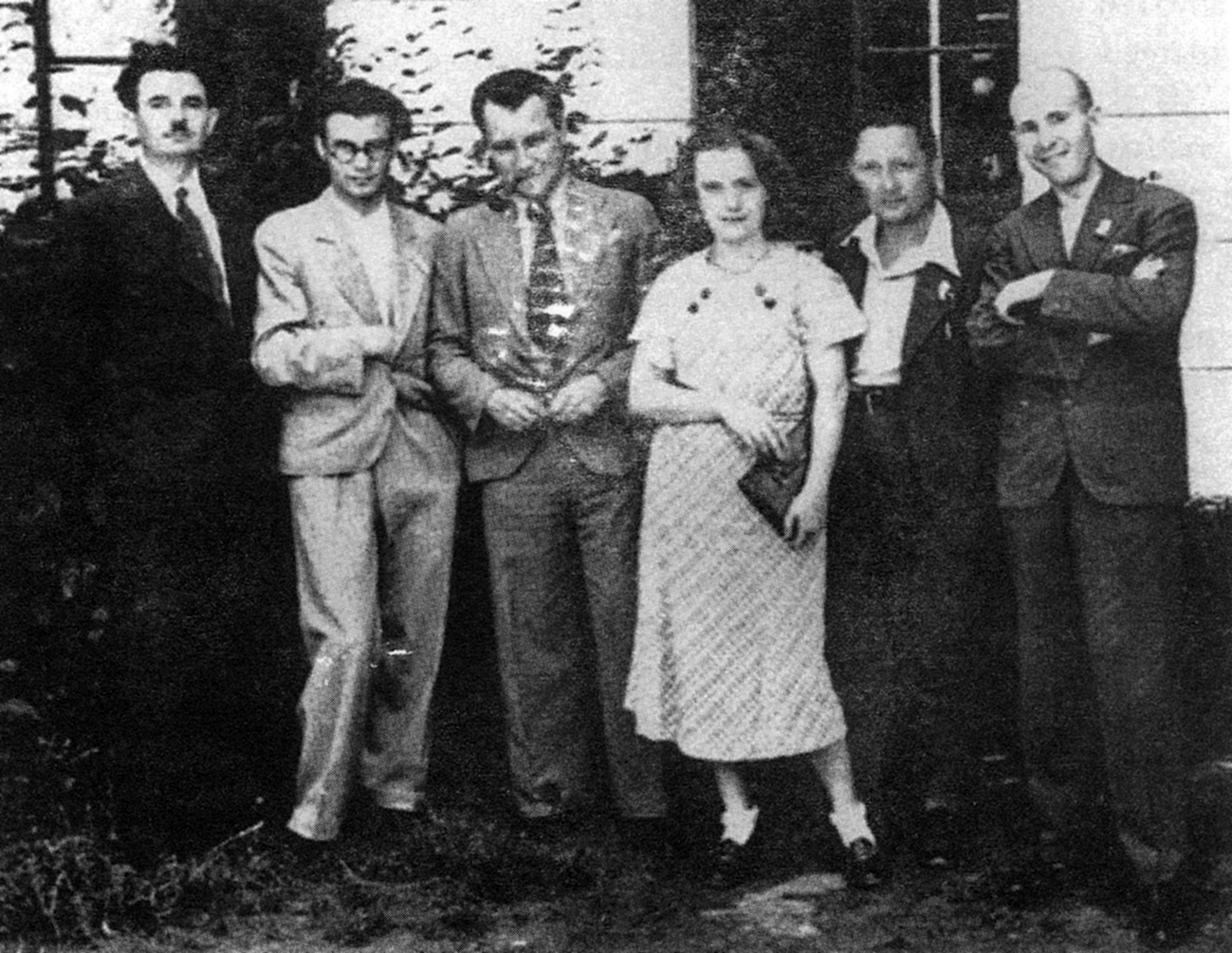
Vladimír Clementis a Jan Nálepka (druhý zleva) v Komorní Lhotce na setkání mladých učitelů
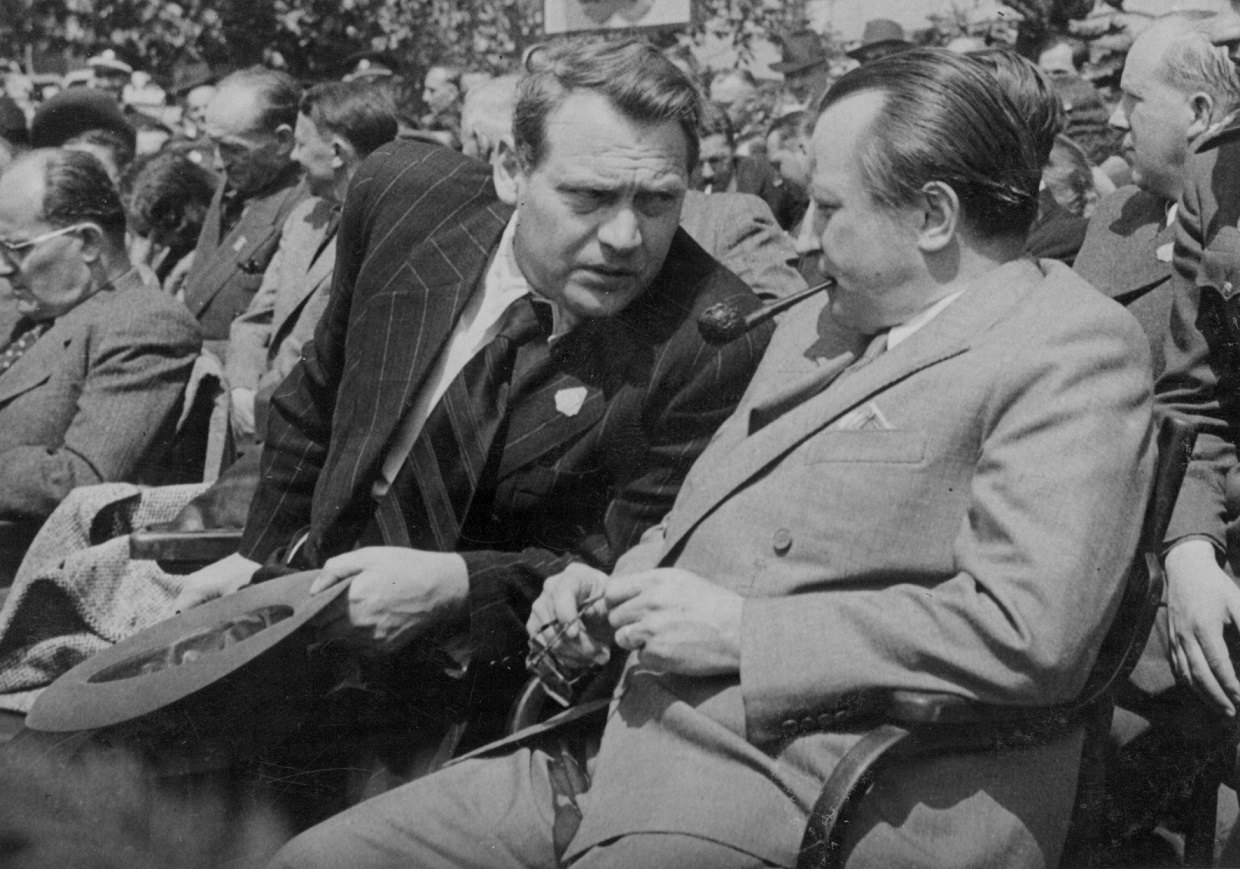
Ladislav Novomeský a Vladimír Clementis. Zdroj: Matica slovenská
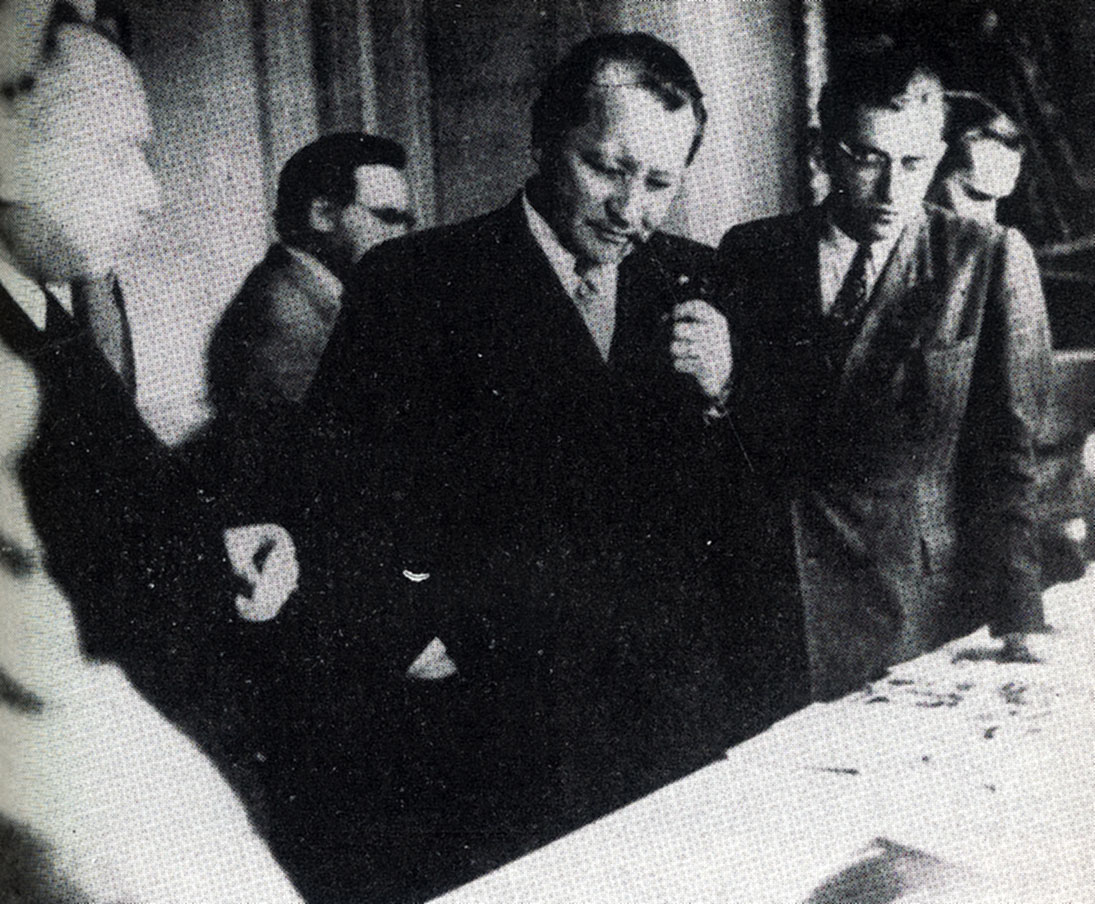
Státní tajemník Vladimír Clementis v Matici slovenské v roce 1946
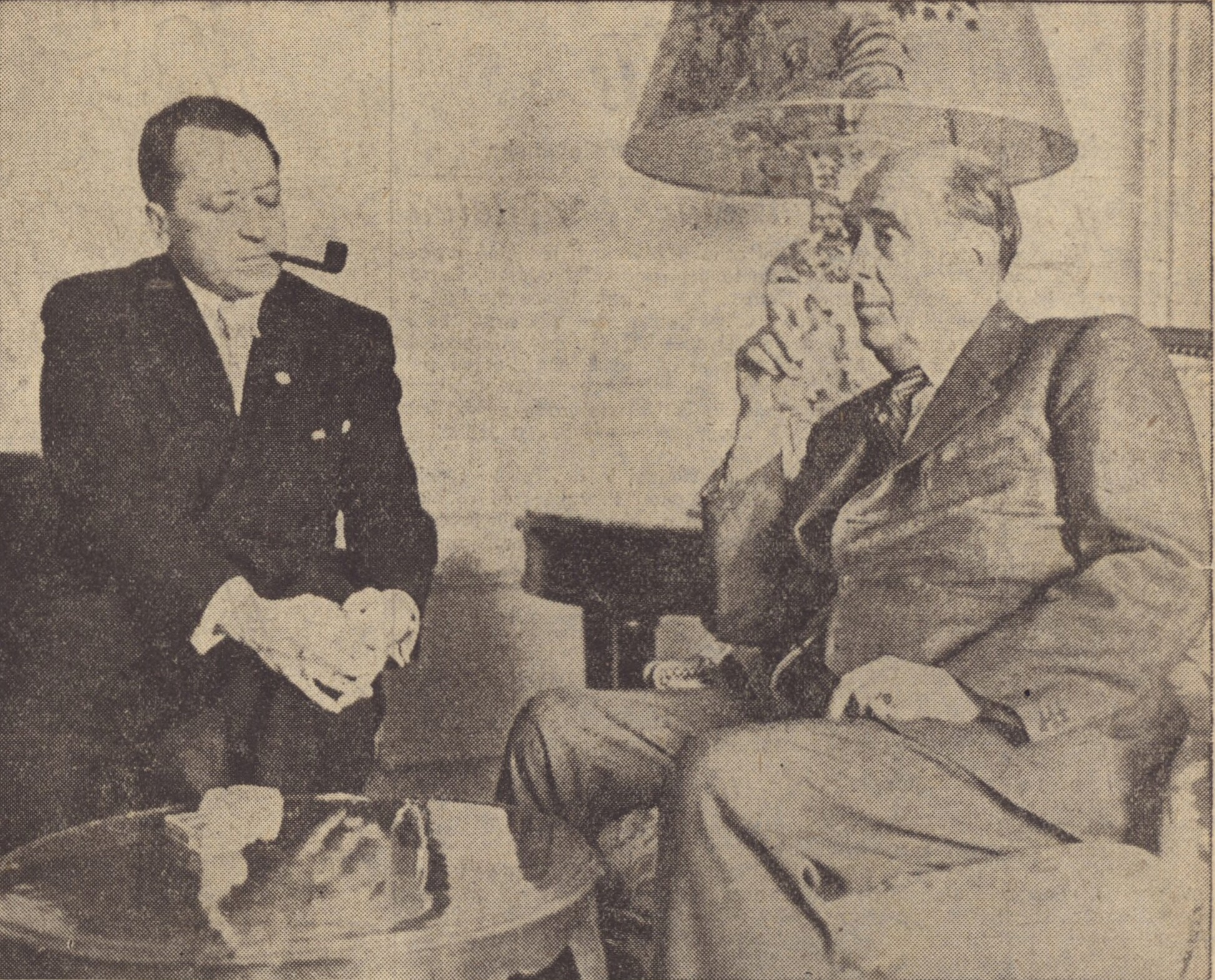
Vladimír Clementis a Jan Masaryk
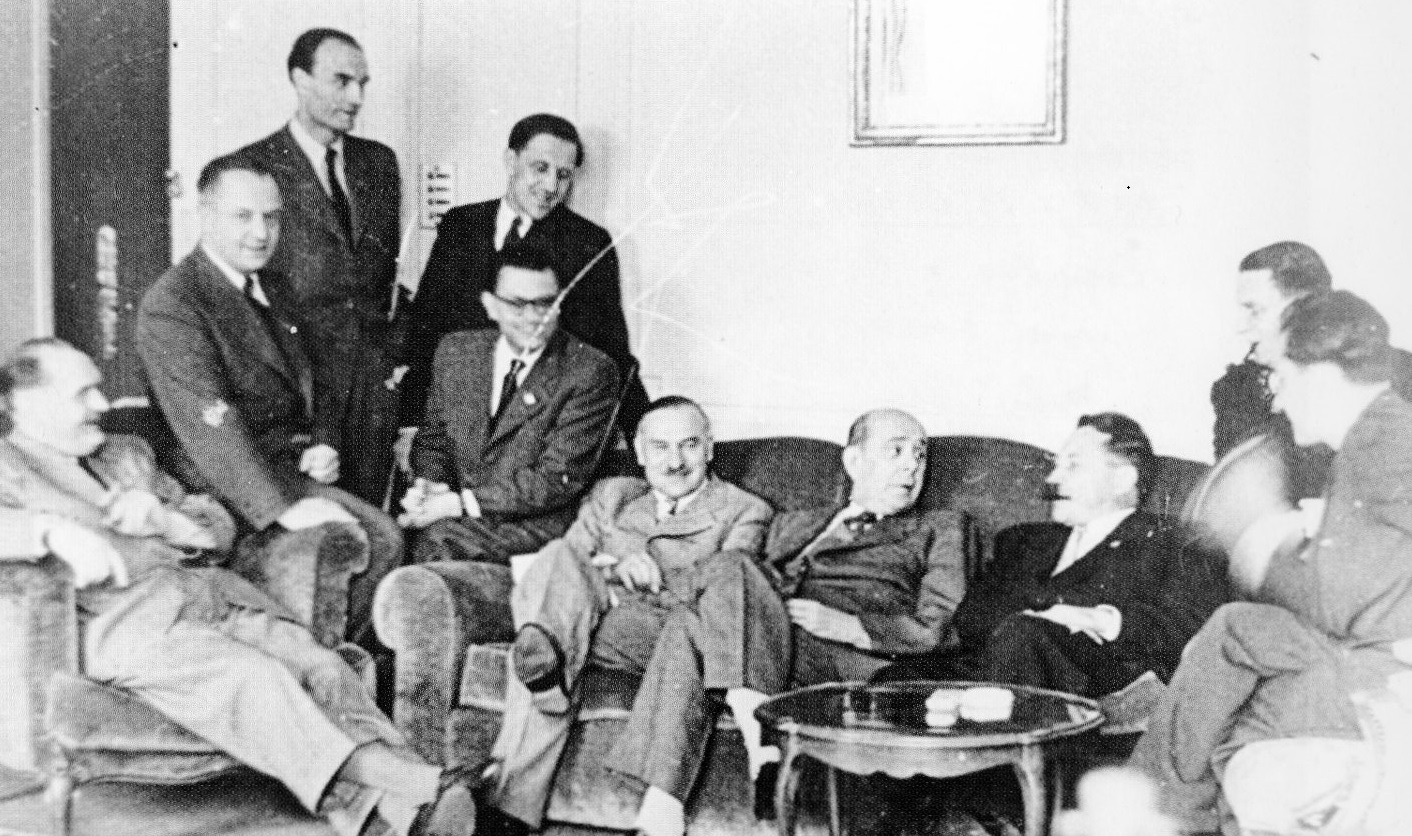
Účastníci konference v Paříži 1946, sedící zleva D. M. Krno, I. Horváth, J. Slávik, J. Masaryk, V. Clementis
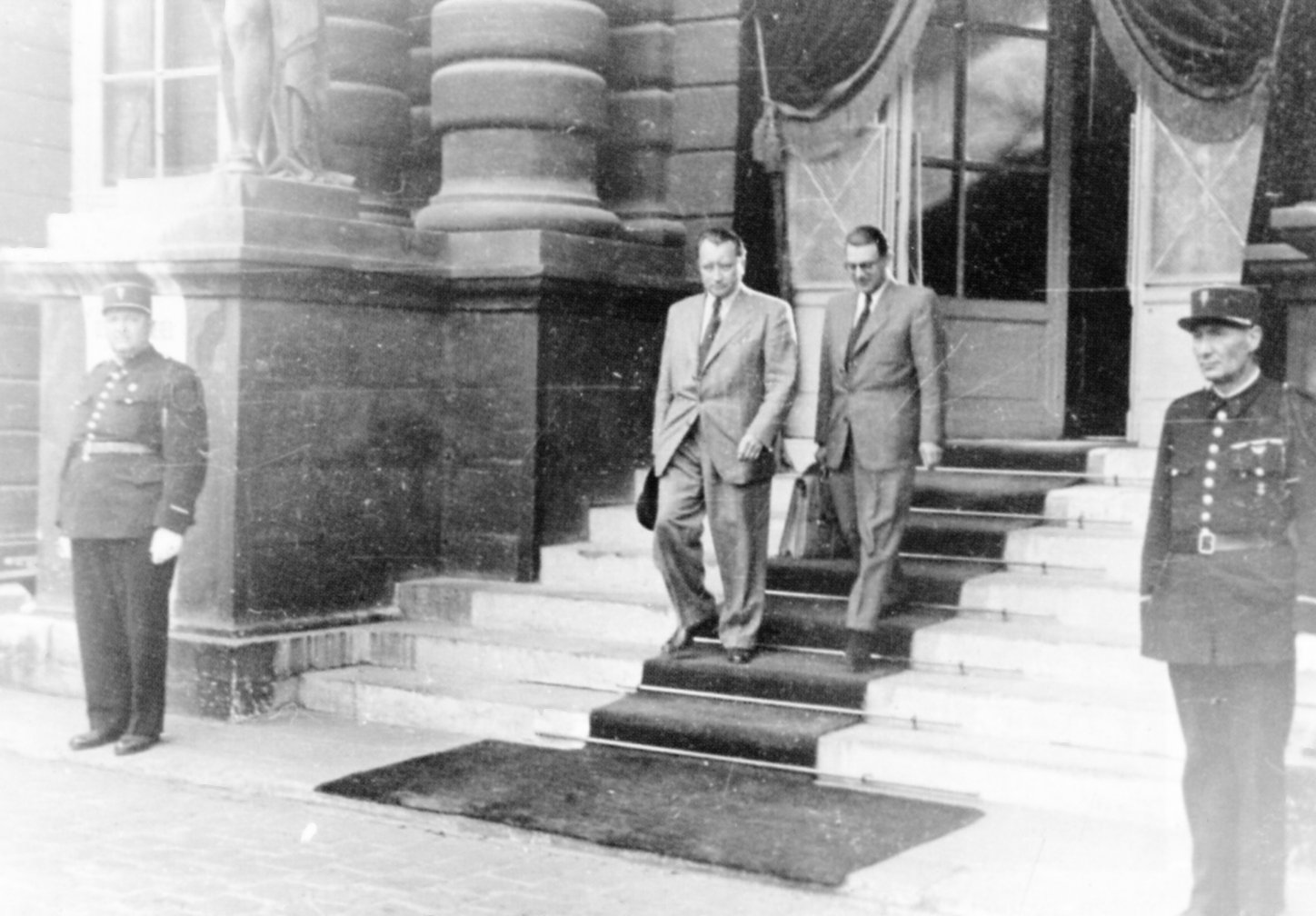
Dr. Vladimír Clementis s Dr. Ivan Horváth na pařížské konferenci 1946
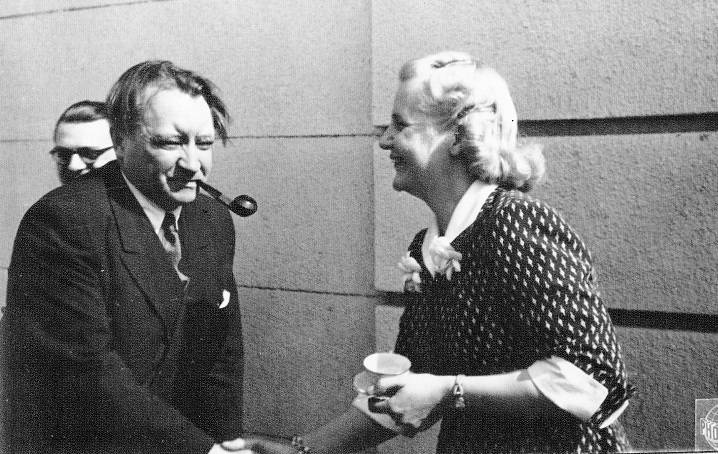
Dr. Ivan Horváth, Dr. Vladimír Clementis a Mária Horváthová u příležitosti podpisu československo-maďarské smlouvy na velvyslanectví v Budapešti
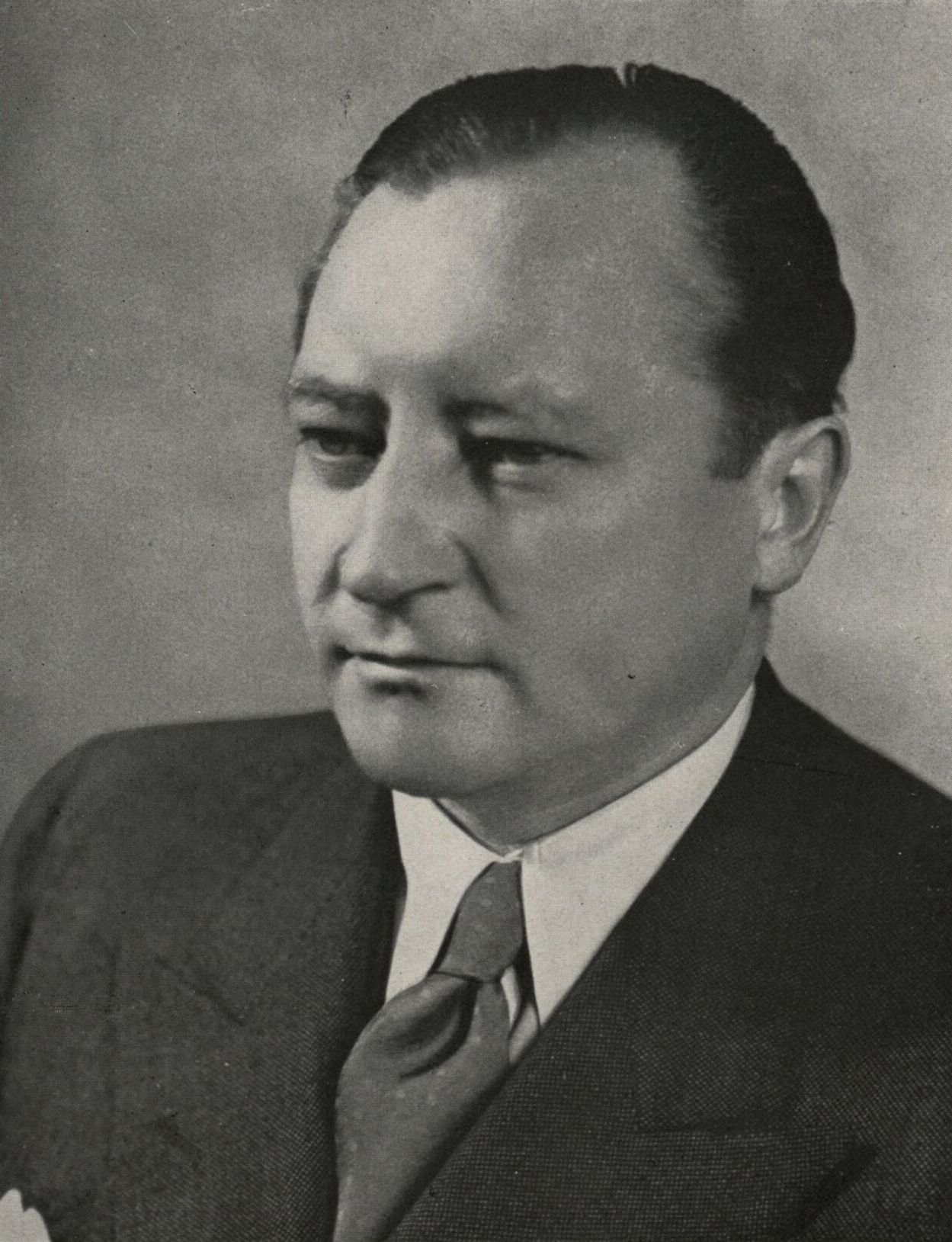
Vladimír Clementis (První vláda ústavy devátého května)
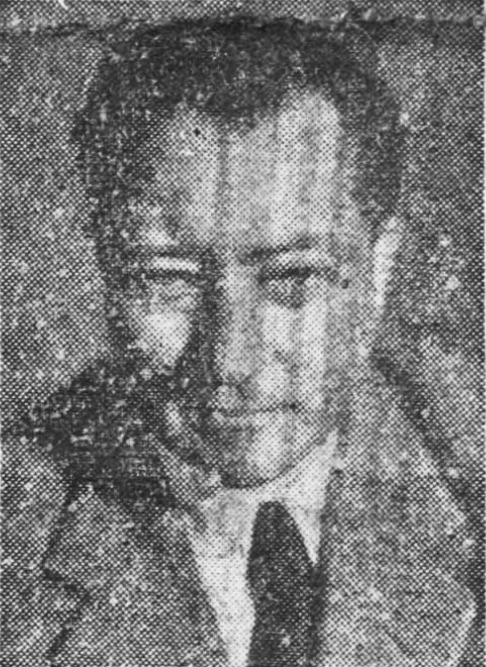
Dr. Vladimír Clementis (KSS), státní tajemník min. zahraničí
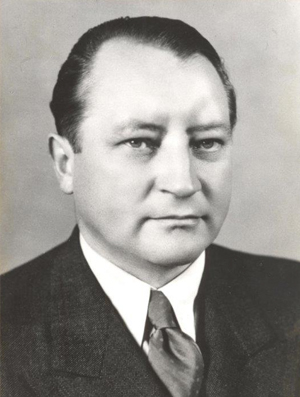
Portrét
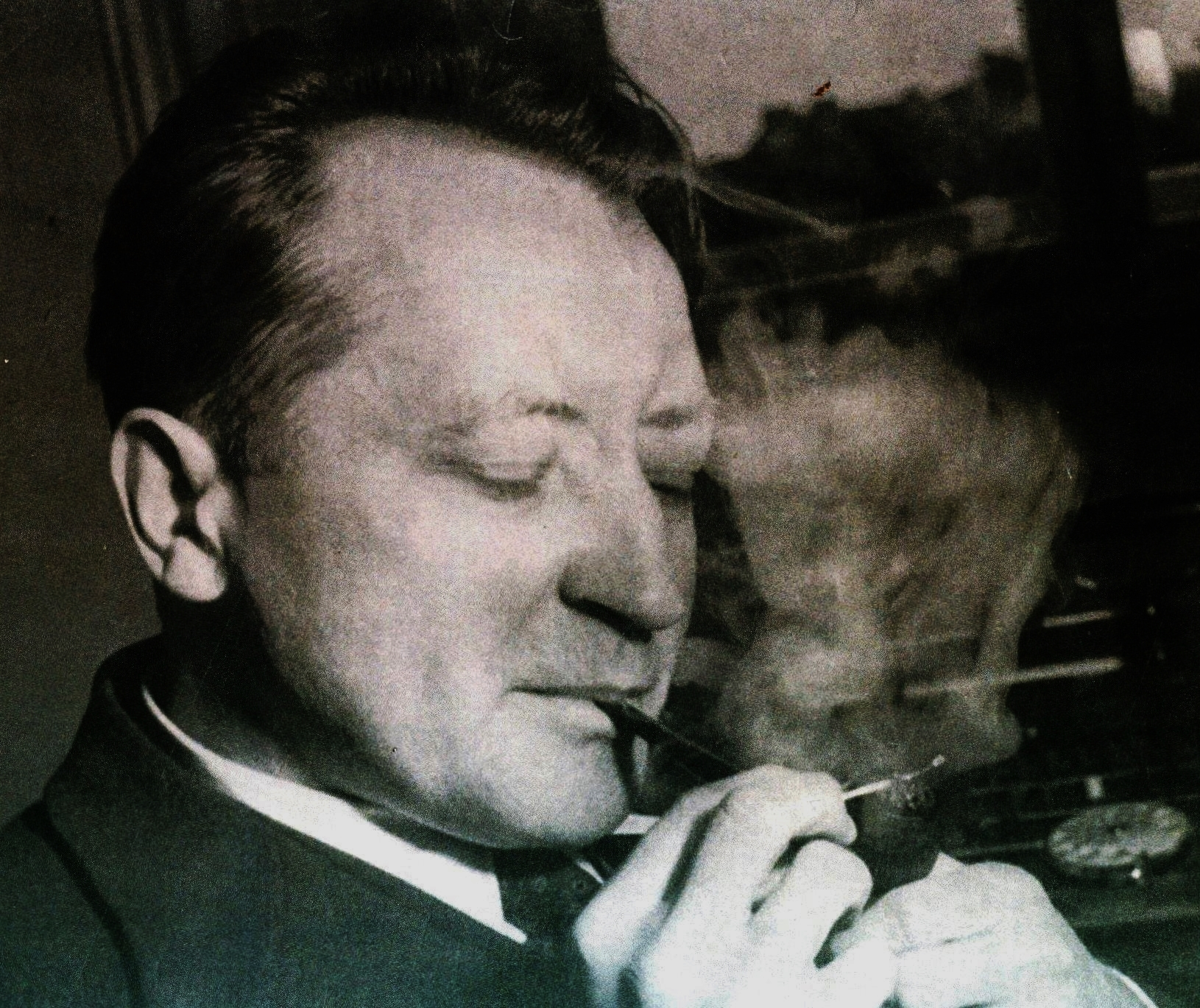
Portrét
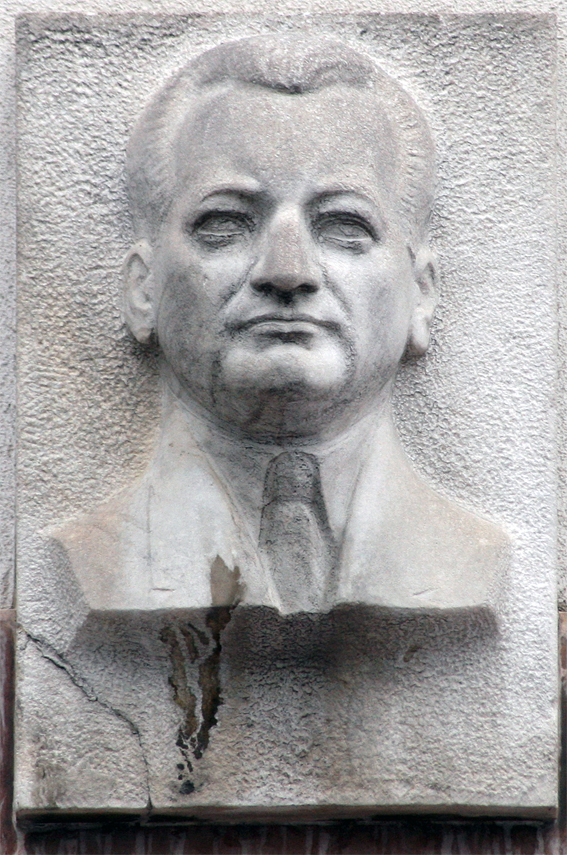
Reliéf Vladimíra Clementise v Bratislavě
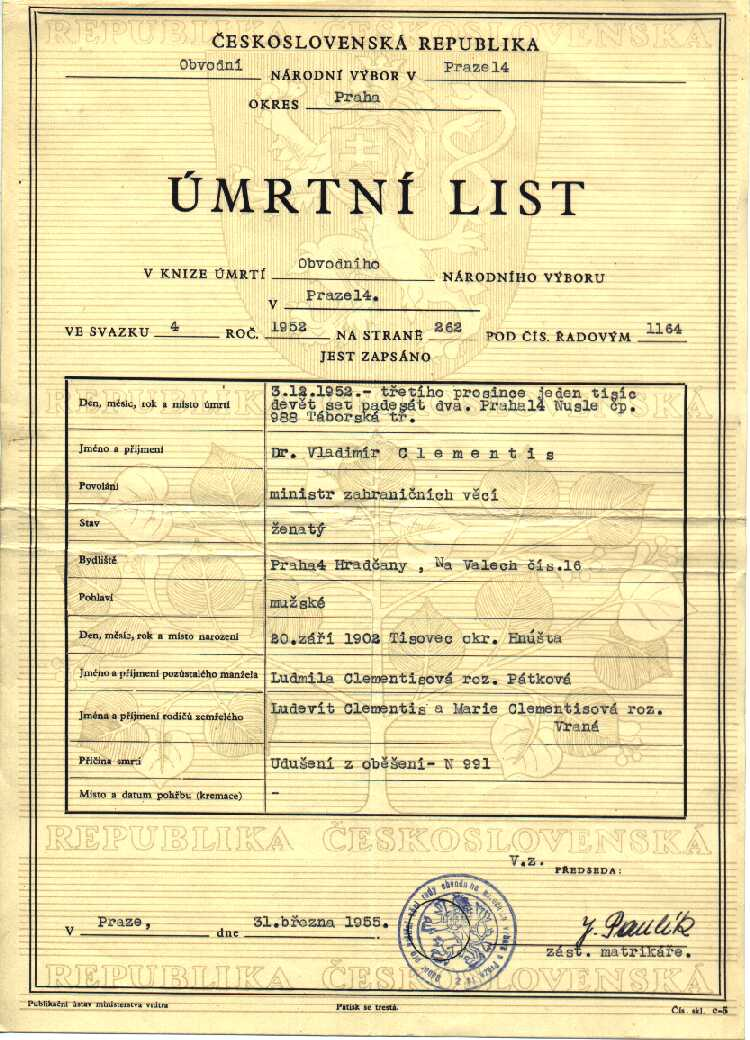
Úmrtní list
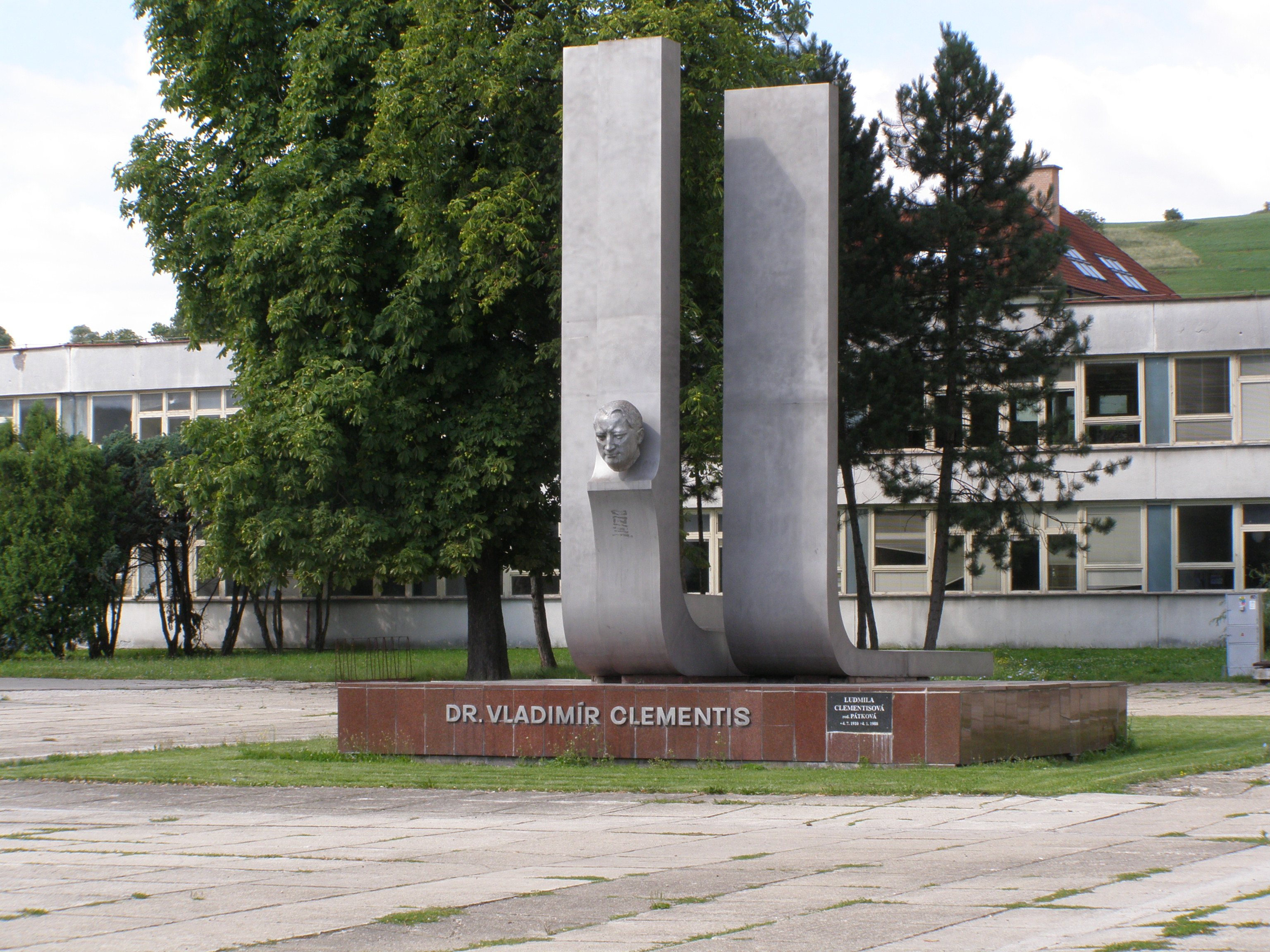
Památník Vladimíra Clementise v rodném Tisovci
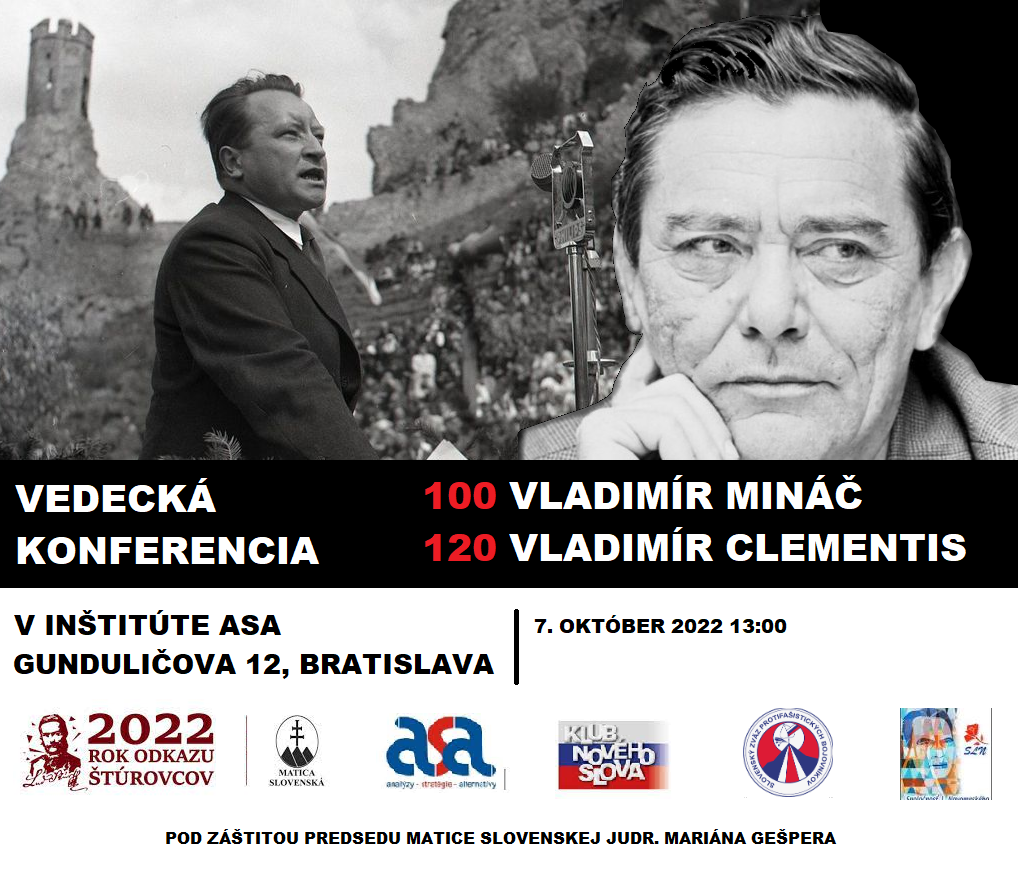
Konference, kterou uspořádala Matice slovenská
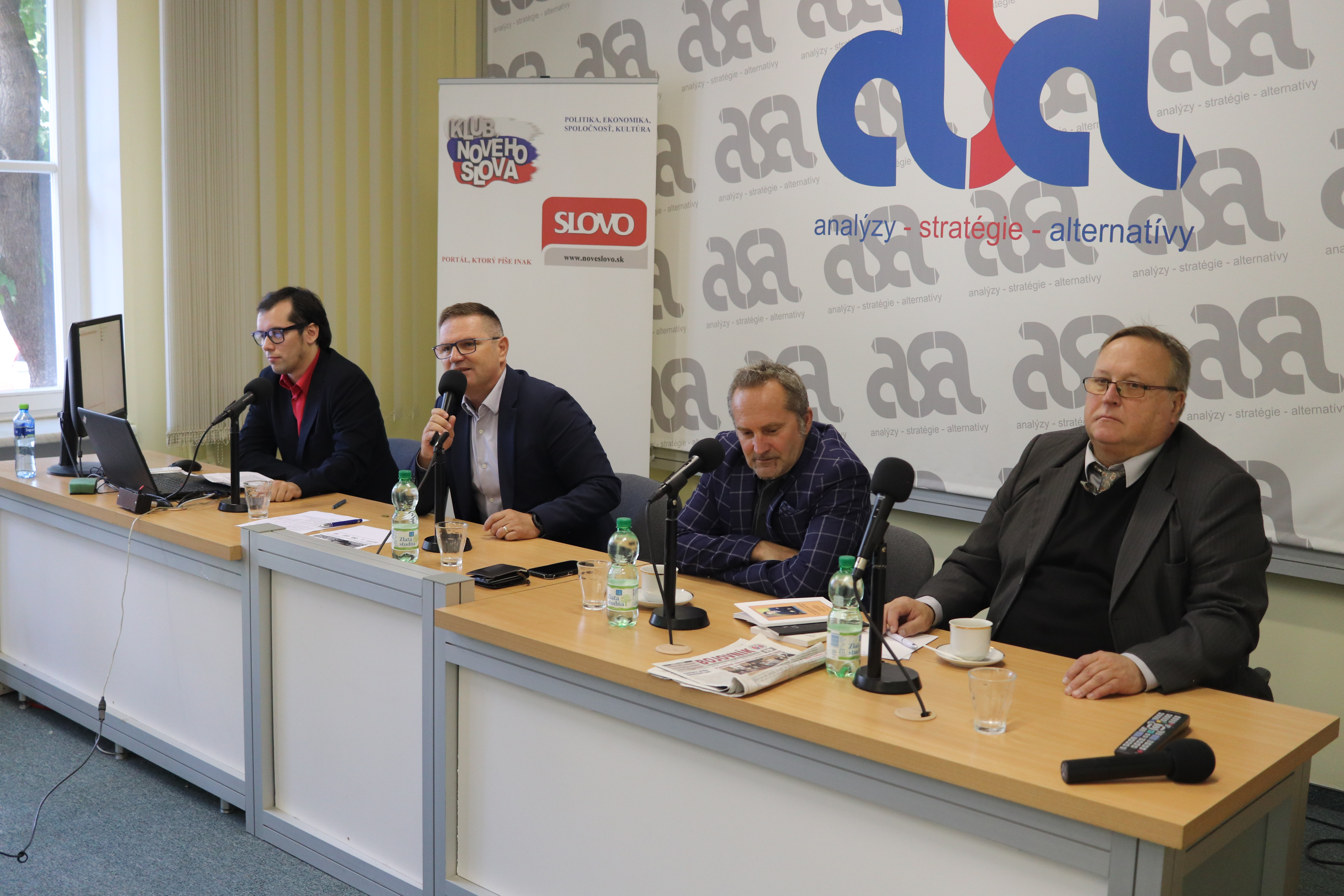
Konference na 120. výročí Clementise a 100. výročí Mináče, v říjnu 2022 (zleva Dr. Lukáš Perný, prof. Martin Muránsky, správce Matice slovenské Maroš Smolec, Dr. Martin Krno za SZPB)

## Dílo
- Slovackaja literatura (uveřejněno v ruštině ve Věstníku zahraniční literatury – Věstnik inostrannoj litěratury), nejucelenější obraz slovenské literatury a jejích národních specifik, 1930
- Slovenský ľud a odkaz T. G. Masaryka, brožura, 1937
- Usmerňované Slovensko, 1942
- Zem spieva, sborník slovenské poezie 19. a 20. století, 1942
- Panslavizmus kedysi a teraz (Československý výbor pro slovanskou vzájemnost, Londýn), 1943
- Medzi nami a Maďarmi (Londýn 1943) (Eko Konzult Brat. 2008 Ed. Ladislav Deák)
- Slováci a Slovanstvo (Londýn 1944)
- Hnev svätý, antológia (Londýn 1944)
- Slovanstvo kedysi a teraz (1946)[10]
- Odkazy z Londýna, publicistické odkazy z let 1941 – 1942, kdy byl komentátorem a hlasatelem československého vysílání v Londýně (Londýn 1947)
- Nedokončená kronika (1964) (Tatran Brat. 1989)
- Vzduch našich čias I. II. (VPL, 1967)
- Listy z väzenia (Tatran, 1968)
- Odbor – vlajka na Himálaji (Tatran, 1968)
- Ďaleko od teba (Tatran, 1972)
- O kultúre a umení (1977)